# Classis Misenensis
La Classis Misenensis (ou Classe Misénienne), successivement décorée des titres honorifiques de Classis Praetoria et de Pia Vindex, était la flotte impériale romaine instituée par l’empereur Auguste vers 27 av. J.-C. et basée dans le port de Misène, dans la baie de Naples. C’était la plus importante des flottes de l’Empire, elle avait pour mission de veiller sur la partie occidentale de la mer Méditerranée.

## Histoire
La classis Misenensis a été fondée par Auguste en 27 avant notre ère, lorsque la flotte italienne, jusque-là basée principalement à Ostie, a été déplacée vers le nouveau port de Portus Julius à Misène dans la baie de Naples. L'unité était commandée par un praefectus classis, issu des plus hauts niveaux de la classe équestre, ceux qui gagnaient plus de 200 000 sesterces par an. Sa mission était de contrôler la partie occidentale de la mer Méditerranée, et, comme la praetoria honorifique, décernée par Vespasien pour son soutien pendant la guerre civile de 69 le suggère, la classis Misenensis, avec la classis Ravennatis, a formé l'homologue naval de la garde prétorienne, une force navale permanente à la disposition directe de l'empereur.
La classis Misenensis recrutait ses équipages principalement de la partie orientale de l'Empire, notamment d’Égypte. Comme Rome n'a fait face à aucune menace navale en Méditerranée, le gros des équipages de la flotte est resté inactif. Certains des marins étaient basés à Rome même, initialement logés dans la caserne de la garde prétorienne, mais plus tard, ils ont reçu leur propre caserne, la Castra Misenatium près du Colisée. Là, ils étaient utilisés pour organiser des batailles navales simulées (naumachies) et actionnaient le mécanisme qui déployait le velum du Colisée. Parmi les marins de cette flotte, Néron leva la legio I Classis et utilisa certains de ses principaux officiers dans le meurtre de sa mère Agrippina le Jeune.
Au moment de l'éruption du Vésuve en 79, le commandant de la Flotte est Pline l'Ancien. Recevant un message de demande au secours venant d'une villa située en contrebas du Vésuve, à 35km de l'autre côté de la baie de Naples, Pline l'Ancien décide de faire appareiller quatre quadrirèmes de la flotte pour aller secourir les personnes en péril. Il perdra la vie à Stabies, au sud de la baie et du Vésuve, alors que ses navires se trouvaient dans l'incapacité de lever l'ancre en raison des mauvaises conditions de la mer depuis la veille au soir.
En 192, la flotte de Misène soutint Didius Julianus, puis participa à la campagne de Septime Sévère contre Pescennius Niger, transportant ses légions à l'Est. La flotte est restée active en orient pendant les quelques décennies suivantes, où l'émergence de l' Empire sassanide a fait peser une nouvelle menace. En 258-260, la classis Misenensis fut employée dans la répression d'une rébellion en Afrique du Nord.
En 324, les navires de la flotte participèrent à la campagne de Constantin le Grand contre Licinius et à sa victoire navale décisive dans la bataille de l'Hellespont . Par la suite, le gros des navires a été déplacé à Constantinople, la nouvelle capitale de Constantin.

## Praefecti classis Misenensis
La liste suivante est basée sur Werner Eck et Hans Lieb.
| Nom                                                  | Date                | Source |
| ---------------------------------------------------- | ------------------- | --- |
| Tiberius Julius Optatus Pontianus                    | 52                  | CIL 16, 1 = ILS 1986; CIL 10, 6318 = ILS 2815                                                                                  |
| Claudius Julianus                                    | 69                  | Tacite, Historiae 3.57 |
| Sextus Lucilius Bassus                               | 69 - 71             | CIL 16, 12; CIL 16, 13; CIL 16, 15; CIL 16, 16; AE 1997, 1273 = RMD-IV 204 Tacite, Historiae 2.100, 3.12                       |
| Claudius Apollinaris                                 | 69                  | Tacite, Historiae 3.76f |
| Gaius Plinius Secundus                               | 79                  | Pline le Jeune, Epistulae, 6.16.4                                                                                              |
| Quintus Marcius Turbo                                | 114                 | CIL 16, 60; AE 1955, 255 |
| Julius Fronto                                        | 118-129             | CIL 16, 66; AE 2002, 1734 = RMD-V 353; AE 2008, 1756; AE 2014, 1618; AE 2014, 1619; CIL 16, 74; AE 2005, 691                   |
| Marcus Gavius Maximus                                | ca. 132/3           | |
| Marcus Calpurnius Seneca Fabius Turpio Sentinatianus | 133-134             | CIL 16, 79; CIL 2, 1178 = ILS 2736; AE 2005, 1717                                                                              |
| Caecius Severus                                      | 139-140             | CIL 16, 177; AE 1977, 793 = RMD-I 38                                                                                           |
| Valerius Paetus                                      | 145                 | CIL 16, 92; AE 2008, 1111 |
| Titus Furius Victorinus                              | ca. 154             | CIL 6, 41143 = ILS 9002 |
| Tuticanius Capito                                    | 158-160             | AE 1985, 994 = RMD-III 171; AE 1995, 1822 = RMD-IV 277; AE 1997, 1769 = RMD-V 425; AE 2006, 1855; AE 2006, 1856; AE 2006, 1858 |
| Julius Crescens                                      | 166                 | CIL 16, 122; AE 1992, 1507 = RMD-III 172                                                                                       |
| Publius Cominius Clemens                             | ca. 178             | CIL 5, 8659 = ILS 1412; AE 1890, 151; RSH-85                                                                                   |
| Lucius Julius Vehilius Gratus Julianus               | ca. 183/4           | CIL 6, 31856 = ILS 1327 |
| Gnaeus Marcius Rustius Rufinus                       | between 190 and 208 | CIL 9, 1582 = ILS 1343; CIL 10, 1127                                                                                           |
| Claudius Diognetus                                   | 209                 | AE 1976, 794 = RMD-I 73 |
| Valerius Datus                                       | 212                 | RMD-I 74 |
| Claudius Dionysius                                   | 214                 | AE 1979, 626 = RMD II 131 |
| Marcius Agrippa                                      | 217                 | Historia Augusta, "Vita Caracalla" 6,7                                                                                         |
| Aelius Secundus                                      | 218                 | AE 1991, 1359 = RMD-III 353 |
| Appius Celer                                         | 219-221             | AE 1991, 1359 = RMD-III 192; AE 1995, 1565 = RMD-IV 307                                                                        |
| Licinius Hierocles                                   | 229                 | AE 1985, 821 = RMD II 133 |
| Valerius Valens                                      | ca. 238/40          | CIL 10, 3336 = ILS 3756 |
| Gaius Julius Alexander                               | 246                 | AE 1910, 36 = ILS 9221 |
| Aelius Aemilianus                                    | 247                 | CIL 16, 152 |
| Marcus Cornelius Octavianus                          | ca. 260             | CIL 8, 12296 = ILS 2774; AE 1907, 4 = ILS 9006; AE 1954, 136                                                                   |

## Liste des navires connus
Les noms de navires suivants et les types de classis Misenensis nous sont parvenus: 
- 1 hexères : Ops
- 1 quinquerème : Victoria
- 9 quadrirèmes : Fides, Vesta, Vénus, Minerva, Dacicus, Fortuna, Annona, Libertas, Olivus
- 50 trirèmes : Concordia, Spes, Mercurius, Iuno, Neptunus, Asclépios, Hercule, Lucifer, Diana, Apollon, Vénus, Persée, Salus, Athenonix, Satyra, Rhenus, Libertas, Tigris, Oceanus, Cupidus, Victoria, Taurus, Augustus, Minerva, Particus, Eufrates, Vesta, Aesculapius, Pietas, Fides, Danubius, Ceres, Tibur, Pollux, Mars, Salvia, Triunphus, Aquila, Liberus Pater, Nilus, Caprus, Sol, Isis, Providentia, Fortuna, Iuppiter, Virtus, Castor
- 11 liburnes : Aquila, Agathopus, Fides, Aesculapius, Iustitia, Virtus, Taurus Ruber, Nereis, Clementia, Armata, Minerva

En 79, cette flotte n'avait probablement rien de plus grand qu'un quadrirème en service, étant donné que Pline l'Ancien, commandant de la flotte, enquêta sur l'éruption du Vésuve dans un quadrirème, vraisemblablement son vaisseau amiral et la plus grande classe de vaisseau de la flotte.